# Världsmästerskapen i skidflygning 1972
Världsmästerskapen i skidflygning 1972 hoppades den 24-26 mars 1972 i Letalnica i Planica, SR Slovenien, Jugoslavien. 

## Individuellt
- 25 mars 1972

| Medalj | Hoppare                      | Poäng |
| Guld   | Walter Steiner (Schweiz)     |       |
| Silver | Heinz Wosipiwo (Östtyskland) |       |
| Brons  | Jiří Raška (Tjeckoslovakien) |       |

## Medaljligan
| Rank | Nation          | Guld | Silver | Brons | Totalt |
| ---- | --------------- | ---- | ------ | ----- | ------ |
| 1    | Schweiz         | 1    | 0      | 0     | 1      |
| 2    | Östtyskland     | 0    | 1      | 0     | 1      |
| 3    | Tjeckoslovakien | 0    | 0      | 1     | 1      |

### Fotnoter
1. ↑  Planica 1934–2011: All international competitions, all podium winners and competitors with the longest ski jumps and flights (PDF; 86 kB)